# Dynamische Satellitengeodäsie
Der Terminus Dynamische Satellitengeodäsie wurde Anfang der 1960er Jahre geprägt, um die sich damals rasant entwickelnde Satellitengeodäsie fachlich zu gliedern. Das Fachgebiet untersucht die Auswirkung von verschiedensten Kräften auf die Bewegung von künstlichen Erdsatelliten und wurde anfangs auch Physikalische Satellitengeodäsie genannt. Sein Gegenstück ist die Geometrische Satellitengeodäsie (der Aufbau rein geometrischer Netze aus Richtungs- und Entfernungsmessungen ohne Analyse der Satellitenbahnen), während in den kombinierten Verfahren die Vorteile beider Methodengruppen zusammenwirken.

## Methoden
Als dynamisch-geodätische Verfahren mit Satelliten werden insbesondere verstanden:
- Die Bahnbewegung von Satelliten im Schwerefeld der Erde
  - auf Basis der Kepler-Gesetze und der Störungsrechnung,
  - wobei die nicht-gravitativen Kräfte (die im Allgemeinen weit weniger als ein Promille ausmachen) anfangs nur als störende Einflüsse behandelt und nach Möglichkeit in den Bahnberechnungen eliminiert wurden.
- Die Bestimmung wichtiger Parameter des Erdschwerefeldes durch harmonische Analyse des Schwerepotentials (sogenannte Kugelflächenfunktionen):
  - vor allem der Erdabplattung und der zonalen Massefunktionen niedriger Ordnung (J2, J4, J6 …), die nur breitenabhängig wirken, und der sogenannten „Birnenform“ J3
  - seit etwa 1970 auch der tesseralen Massefunktionen C(n,m) und S(n,m), in denen sich breiten- und längenabhängige Wirkungen überlagern und die heute bis etwa Grad bzw. Ordnung 70 der Kugelflächenfunktionen bestimmbar sind;
  - seit etwa 1975 auch harmonische Koeffizienten höheren Grades durch die Kombination der aus Satellitenbahnen bestimmten Terme C(n,m) mit terrestrisch bestimmten Schwerefeldparametern, was heute bis etwa zu Grad/Ordnung 720 möglich ist (n = 2, 3 … 720, m = 0, 1, 2 … n) und einige 10.000 Parameter beinhaltet;
- Dichtebestimmung der Hochatmosphäre aus der Bremsung von Satellitenbahnen
- Schwerefeld-Analyse mit weiteren Methoden der Potentialtheorie (z. B. mit Flächenbelegungen), mit Multipunkt-Verfahren, oder durch numerische Integration;
- Analyse von Resonanzeffekten und Wirkung der Erdgezeiten auf Satellitenbahnen
- Satellite-to-Satellite Tracking und Gradiometrie (neue Satellitenprojekte wie GRACE und GOCE) zur großräumigen Geoidbestimmung (Auflösung etwa 200 km) und für zeitliche Änderungen des Erdschwerefeldes
- Satellitendynamik (Reaktion des Satelliten und seiner Rotation auf bremsende Effekte der Hochatmosphäre, den Strahlungsdruck der Sonne oder Gezeiteneffekte, sowie auf Bahnmanöver)

## Geschichtliche Entwicklung
Während man bis etwa 1975 zwischen geometrischen und physikalisch-dynamischen Satellitenverfahren unterscheiden musste, kann man seit einigen Jahrzehnten auch sehr komplexe Berechnungsmodelle mit zehntausenden Parametern lösen. Zu ihnen zählen neben den Bahnelementen und ihren Änderungen, die genannten Koeffizienten des Schwerefeldes und der verwendeten Erdmodelle, die genauen Koordinaten aller Beobachtungsstationen und weitere Parameter wie etwa die langsamen Bewegungen von Kontinentalplatten.
Die erste bedeutende Kombination von geometrischen und dynamischen Modellen stellte das NNSS-System der Satellitennavigation dar. Mit präzisen Messungen des Dopplereffekts zu seinen 5–6 Dopplersatelliten waren ab 1970 Online-Genauigkeiten von etwa 30 Meter möglich waren, während großräumige Vermessungsnetze offline bereits Dezimetergenauigkeiten erreichten. Seit Anfang der 1990er-Jahre haben die Kombinationsverfahren durch die Entwicklung von GPS und GLONASS noch wesentlich an Bedeutung gewonnen, sodass heute kaum mehr zwischen geometrischer und physikalisch-dynamischer Satellitengeodäsie unterschieden wird.